# El-Sayed Mohamed
El-Sayed Sabir Ahmad Mohamed (in arabo السيد صابر احمد محمد‎?; 3 settembre 1965) è un ex cestista egiziano.

## Carriera
Con l'Egitto ha disputato i Giochi olimpici di Seul 1988.